# Totally Fucked Up
Totally Fucked Up (censurado al título: Totally F***ed Up) es un filme estadounidense de 1993. Escrita y dirigida por Gregg Araki. Es la primera de las películas de la famosa “Trilogía del apocalipsis adolescente” y entra en el género new queer cinema y cine experimental. Protagonizada por James Duval, Roko Belic y Susan Behshid, entre otros.
Totally Fucked Up trata de las disfuncionales vidas de seis adolescentes homosexuales quienes forman de una “familia” que se ayudan entre sí para afrontar los obstáculos de la vida.
Araki la define como «Una historia poco aconsejable sobre maricones y bolleras adolescentes. Es una especie de mezcla entre el cine experimental de vanguardia y una película maricona de John Hughes».

## Argumento
Steve es un muchacho que pertenece a una pandilla compuesta por cuatro jóvenes homosexuales y una pareja de lesbianas que se consideran tradicionales. Los chicos son el propio Steve; su pareja, Deric, al que engaña; Andy, un chico nihilista que no cree en el amor; y Tommy; y la pareja de chicas son Michele y Patricia. 
Steve decide elaborar un documental que muestre la opinión de sus amigos acerca de temas actuales (década de 1990) que les afectan como parte de una minoría, y otros de menos importancia, que muestren opiniones reales. Steve no parece tener la capacidad de mantenerse fiel a su pareja. Al mismo tiempo, Andy, que siempre ha mantenido la opinión de que el amor no existe, conoce a Ian con quien mantiene relaciones. A pesar de su negativa a expresar sus sentimientos, Andy termina por enamorarse de Ian, decidiendo arriesgarse por aquello en lo que no cree. 
Casi al final, Andy, llama a todos sus amigos, pero ninguno le responde la llamada, cosa que hace colpasar a éste y termina suicidándose tomando lejía y otros productos químicos. Se dirige a su patio trasero y comienza a convulsionar cayendo a su piscina.
La película finaliza con todos sus amigos, tristes y melancólicos viendo un video de Andy, diciendo: «Yo solo quiero ser feliz por lo menos un segundo. No ver sólo mierda. Decir: “¡Qué hermoso día!”. Quiero disfrutar la vida mientras aún soy joven. Después de todo, de eso se trata, ¿verdad?».

## Reparto
- James Duval como Andy.
- Roko Belic como Tommy.
- Susan Behshid como Michele.
- Jenee Gill como Patricia.
- Gilbert Luna como Steven.
- Lance May como Deric.
- Alan Boyce como Ian.
- Craig Gilmore como Brendan.
- Nicole Dillenberg Dominatrix.

- Datos: Q2715094